# Antin Horbaczewski

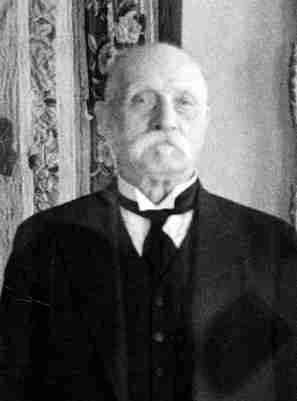
Antin Horbaczewski (1935)

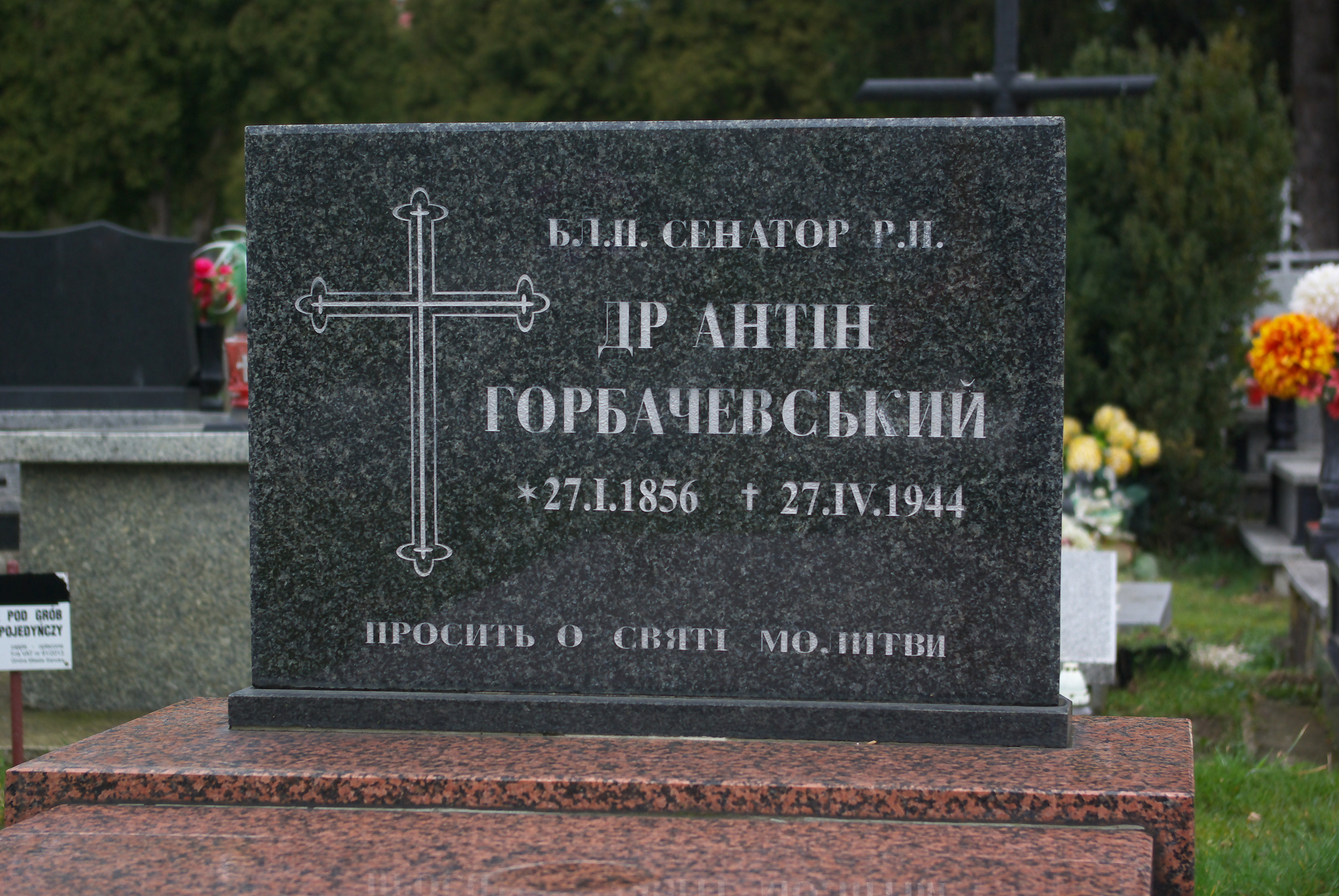
Grabstätte von Antin Horbaczewski in Sanok

Antin Jakowycz Horbaczewski (ukrainisch Антін Якович Горбачевський, polnisch Antoni Horbaczewski; * 27. Jänner 1856 in Zarubińce, Oblast Ternopil (früher Galizien); † 26. April 1944 in Sanok, Polen) war ein galizisch-ukrainischer Jurist und Politiker.

## Leben
Antin Horbaczewski wurde als Sohn des griechisch-katholischen Pfarrers Jan Horbaczewski im heutigen Rajon Sbarasch der ukrainischen Oblast Ternopil geboren, der der ruthenischen (= ukrainischen) Nationalität Altösterreichs angehörte. Er war der Bruder des Politikers Ivan Horbaczewski und besuchte zwischen 1867 und 1874 das Gymnasium in Tarnopol, wo er die Matura ablegte. Zwischen 1875 und 1878 besuchte er Vorlesungen an der juristischen Fakultät der Universität Lemberg, wo er 1888 zum Dr. jur. promovierte.
Horbaczewski arbeitete zwischen 1883 und 1884 als Journalist und wirkte als Herausgeber der Zeitschrift „Diło“. Er eröffnete 1893 seine eigene Anwaltskanzlei in Czortków. Im Jahr 1912 erfolgte seine Wahl in den Staatsgerichtshof. Er wurde 1913 in den Galizischen Landtag gewählt, wo er bis 1918 den 9. Wahlkreis der Landgemeinden Czortków vertrat. Danach war er von 1918 bis 1919 Mitglied des Nationalrates der Westukrainischen Volksrepublik.
In der Zwischenkriegszeit gehörte Horbaczewski zwischen 1928 und 1935 für den Bezirk Tarnopol dem polnischen Senat an, wobei er sich dem ukrainischen Klub anschloss. Horbaczewski starb 1944 in einem Krankenhaus in Sanok und wurde auf dem örtlichen Zentralfriedhof bestattet.